# Chorzewa
Chorzewa – wieś sołecka w Polsce położona w województwie świętokrzyskim, w powiecie jędrzejowskim, w gminie Jędrzejów
Wieś duchowna, własność opactwa cystersów jędrzejowskich położona była w drugiej połowie XVI wieku w powiecie ksiąskim województwa krakowskiego. W latach 1975–1998 miejscowość administracyjnie należała do województwa kieleckiego.

## Części miejscowości
| SIMC    | Nazwa     | Rodzaj    |
| ------- | --------- | --------- |
| 0240069 | Chorzewka | część wsi |
| 0240075 | Kopanina  | część wsi |
| 0240081 | Wymysłów  | część wsi |
| 0240098 | Zagórze   | część wsi |
| 0240106 | Załącze   | część wsi |

- Według noty Słownika geograficznego Królestwa Polskiego z roku 1895 Wymysłów obecnie część wsi Chorzewa w wieku XIX stanowił folwark w gminie Prząsław[8].

## Historia
Początkowo wieś rycerska, nadana w roku 1153 klasztorowi cystersów w Brzeźnicy (Jędrzejów), jako uposażenie pierwotne przez arcybiskupa gnieźnieńskiego Jana Gryfitę. W roku  1273 r. gościł tu  Bolesław książę krakowski (Kodeks małopolski t.II s.1,131). W dokumencie z r. 1256 wieś jest wymieniana w liczbie włości klasztoru jędrzejowskiego. (Kodeks małopolski t.I s.51). Klasztor pobierał tu  dziesięcinę(Długosz L.B. t.II s.71).
Według spisu miast, wsi, osad Królestwa Polskiego z roku 1827 było tu 21 domów 203 mieszkańców. We wsi funkcjonował młyn.
W roku 1880 miejscowość opisano jako wieś rządu rosyjskiego. Wykupiona została przez Wielopolskich, w roku 1905 przeszła do Heleny z Ruppertów Zembrzuskiej. W latach 30. XX wieku były tu części Bronisława Onufrowicza ze Ślęcina i Wilczka.
W początkach wieku XX istniały wieś i folwark podległe administracyjnie gminie Prząsław. Podług danych spisu powszechnego z 1921 było tu 53 domy i 423 mieszkańców. Folwark spisano razem ze wsią.